# Ōshima, Kagoshima
Ōshima (大島郡 (Đại Đảo quận) Ōshima-gun) là một huyện ở tỉnh Kagoshima Prefecture, Nhật Bản.

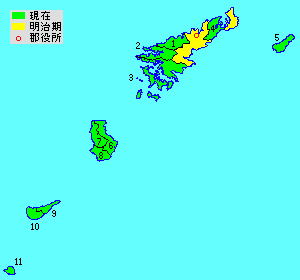
Vị trí của huyện Ōshima ở Kagoshima

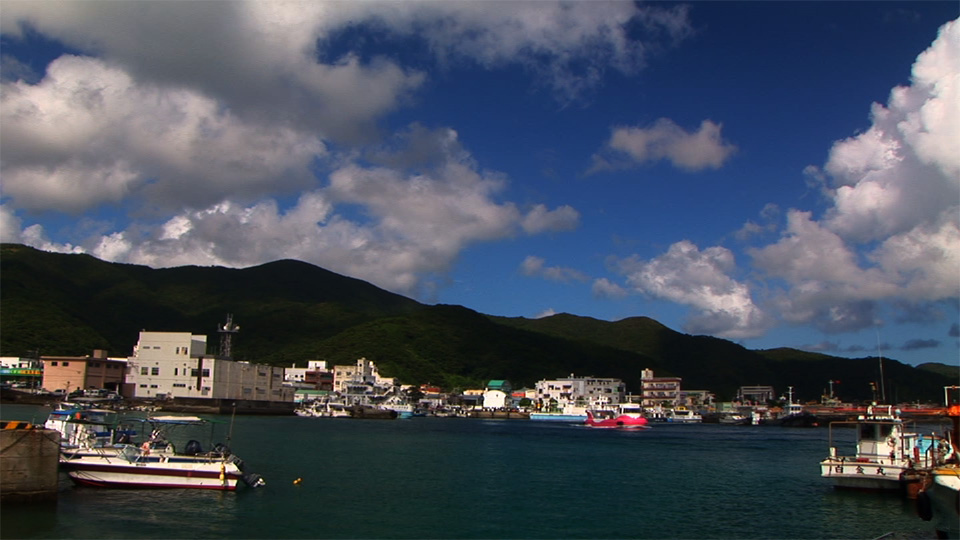
Koniya ở Setouchi, huyện Ōshima, tỉnh Kagoshima

Kể từ ngày sáp nhập ngày 20 tháng 3 năm 2006 nhưng với số liệu thống kê dân số năm 2003, khu vực này có dân số ước tính là 78.882 người và có mật độ dân số là 84,4 người / km². Tổng diện tích là 934.10 km².

## Thị trấn và làng mạc
- Amagi, Kagoshima
- China, Kagoshima
- Isen, Kagoshima
- Kikai, Kagoshima
- Setouchi, Kagoshima
- Tatsugou, Kagoshima
- Tokunoshima, Kagoshima
- Wadomari, Kagoshima
- Yoron, Kagoshima
- Uken, Kagoshima
- Yamato, Kagoshima

## Dòng thời gian của quận (sau Thế chiến II)
- Ngày 28 tháng 2 năm 1946 - Khu vực này nằm dưới sự kiểm soát của Quân đội Hoa Kỳ, ngoại trừ ngôi làng Mishima hiện tại.
- Ngày 1 tháng 7 năm 1946 - Thị trấn Naze đạt được vị thế thành phố.
- Ngày 1 tháng 9 năm 1946 - Ngôi làng của Trung Quốc đã đạt được vị thế thị trấn.
- Ngày 4 tháng 2 năm 1952 - Nhật Bản lấy lại ngôi làng hiện tại của khu vực Toshima.
- Ngày 10 tháng 2 năm 1952 - Ngôi làng Mishima tách khỏi làng Toshima.
- Ngày 25 tháng 12 năm 1953 - Các phần còn lại của quận trở về Nhật Bản.
- Ngày 1 tháng 2 năm 1955 - Ngôi làng Mikata sáp nhập vào thành phố Naze.
- Ngày 1 tháng 9 năm 1956 - Thị trấn Koniya và các làng Chinzei, Saneku và Nishikata sáp nhập để tạo thành thị trấn Setouchi.
- Ngày 10 tháng 9 năm 1956 - Thị trấn Kikai và làng Sōmachi hợp nhất để tạo thành thị trấn Kikai.
- Ngày 1 tháng 4 năm 1958 - Thị trấn Kametsu và làng Higashiamagi sáp nhập để tạo thành thị trấn Tokunoshima.
- Ngày 1 tháng 1 năm 1961 
  - Ngôi làng Kasari đã đạt được vị thế thị trấn.
  - Ngôi làng Amagi đã đạt được vị thế thị trấn.
- Ngày 1 tháng 1 năm 1962 - Ngôi làng Isen đã đạt được vị thế thị trấn.
- Ngày 1 tháng 1 năm 1963 - Ngôi làng Yoron đã đạt được vị thế thị trấn.
- Ngày 1 tháng 4 năm 1973 - Huyện đã chuyển các làng Mishima và Toshima sang Quận Kagoshima.
- Ngày 10 tháng 2 năm 1975 - Ngôi làng Tatsugou đạt được vị thế thị trấn.
- Ngày 20 tháng 3 năm 2006 - Ngôi làng Sumiyou và thị trấn Kasari sáp nhập với thành phố Naze để tạo thành thành phố mới Amami.

## Vận chuyển
Sân bay Kikai nằm trong huyện.

## Phong trào phục hồi quê hương quần đảo Amami
"Sự phục hồi của quận Ōshima của tỉnh Kagoshima" là một khẩu hiệu của Phong trào Phục hồi Nội địa Quần đảo Amami trong thời gian quân đội Hoa Kỳ chiếm đóng Quần đảo Amami từ năm 1945/6 đến 1953. Phần lớn người dân Amami, bao gồm cả những người ở lục địa Nhật Bản, kêu gọi trả lại ngay lập tức các hòn đảo cho Nhật Bản. Các phong trào phục hồi quê hương ngoại trừ những người thuộc nhóm thiểu số cánh tả đã cố gắng phân biệt Amami với Okinawa vì Hoa Kỳ dường như có ý định kiểm soát vĩnh viễn Okinawa. Họ phản đối cái tên "Bắc Ryukyu" đôi khi được những người chiếm đóng Hoa Kỳ dán nhãn. Thay vào đó, họ đã sử dụng "Quận Ōshima, tỉnh Kagoshima" như một biểu tượng của sự thuộc về quốc gia.